# Renzo Maietto
Renzo Maietto (* 1939 in Mailand) ist ein italienischer Drehbuchautor und Filmregisseur.
Maietto drehte unter dem Pseudonym Alex Fallay 1969 einen Spielfilm und war dann bis 1978 für einige Drehbücher verantwortlich; nach dem zu Papaya – Die Liebesgöttin der Kannibalen verließ er das Filmbusiness.

## Filmografie (Auswahl)
- 1969: Le altre (auch Regie)
- 1978: Papaya – Die Liebesgöttin der Kannibalen (Papaya dei Caraibi)